# Juan José Torres

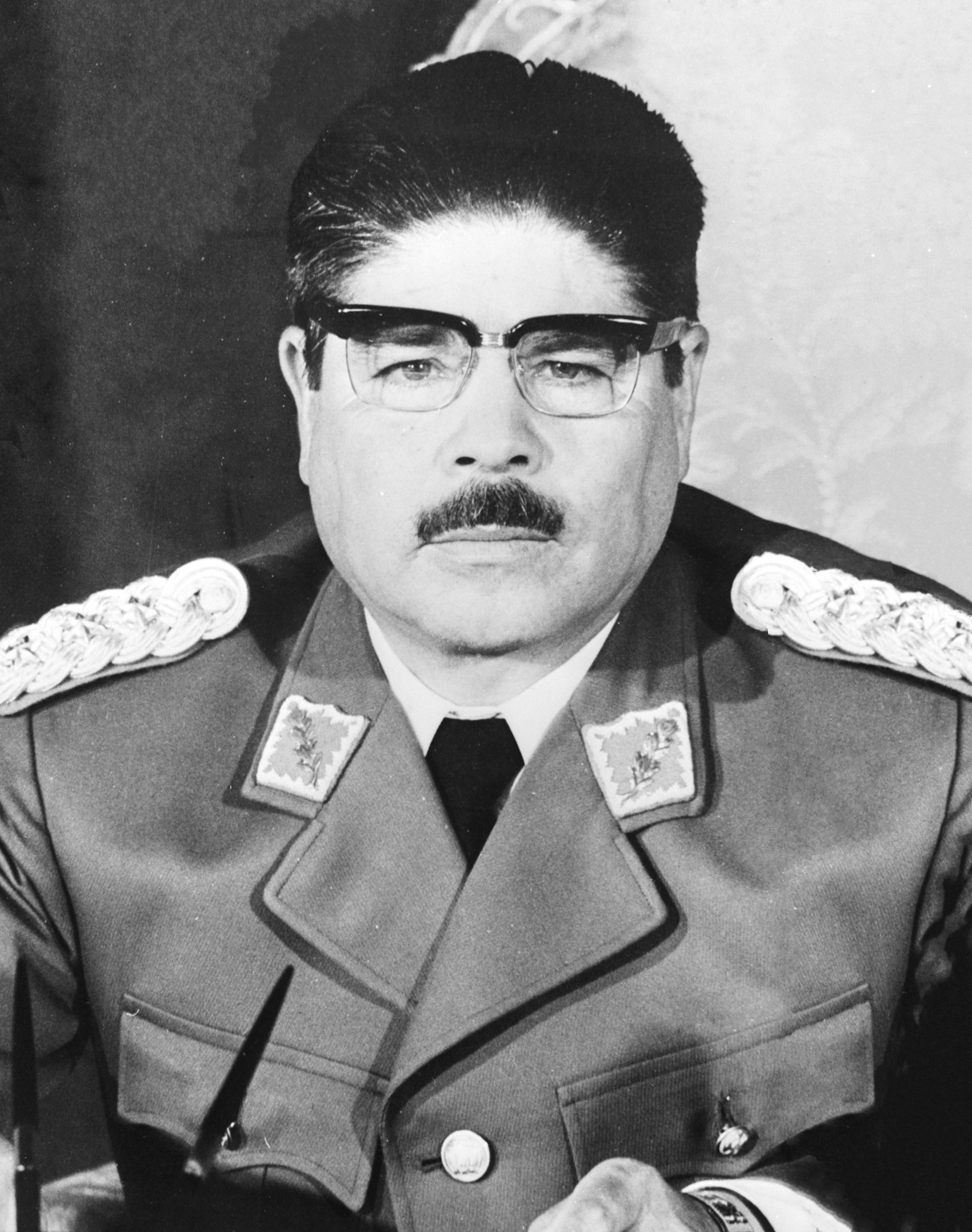
Juan José Torres in 1971

Juan José Torres González (Cochabamba, 5 maart 1920 – 2 juni 1976) was een Boliviaans militair en politicus. Hij was in 1970 en 1971 een klein jaar president van zijn land.
Torres werd stafchef van het leger onder president Alfredo Ovando Candía en steunde zijn links nationalistische politiek. In juli 1970 werd Torres opzij geschoven onder druk van rechtse militairen, waaronder luchtmachtgeneraal Rogelio Miranda. Nadat Ovando Candía werd afgezet in in een militaire staatsgreep op 5 oktober 1970 greep Miranda de macht. Maar Torres organiseerde de volgende dag een tegencoup, met de steun van jonge militairen en de vakbonden. Torres installeerde als president op 9 oktober een nieuwe, nationalistische en revolutionaire regering. Zijn links beleid omvatte een plan voor industrialisatie en het bundelen van de linkse krachten. Zo verleende hij amnestie aan de linkse revolutionairen Régis Debray en Ciro Bustos. Hij werkte mee met een linkse Volksassemblee die de linkse partijen en vakbonden verenigde, maar verzette zich tegen het vormen van volksmilities.
Hij had voortdurend af te rekenen met rechtse tegenkrachten. In januari 1971 werd een militaire staatsgreep verijdeld en in maart van dat jaar werd een afscheidingspoging van de welvarende regio rond Santa Cruz onderdrukt. In augustus 1971 werd Torres afgezet in een coup geleid door de rechtse kolonel Hugo Banzer. Torres week uit naar Argentinië van waaruit hij oppositie voerde en de partij Allianza de la Izquierda Nacional oprichtte. In 1976 werd hij in Argentinië ontvoerd en vermoord door een rechts doodseskader.